# イースト・ヨーロピアン・シェパード
イースト・ヨーロピアン・シェパード（英：East European Shepherd）は、ベラルーシ（旧ソビエト連邦）原産の牧羊・軍用の犬種である。ロシア語名はベロールスカヤ・オフチャルカ（英：Byelorusskaja Owterka）。

## 歴史
1920年代にドイツからジャーマン・シェパード・ドッグが輸入された。これをベラルーシの気候や厳しい自然環境に適合させるために改良して作られたのが本種で、数十年をかけて地元の牧羊犬種や語畜犬種を計画的に掛け合わせて作出された。
本種は多目的に使用される犬種である。ジャーマン・シェパードと同じく牧羊犬として羊の管理を行う他、護畜犬として羊を泥棒から守ることにも使われた。また、知的で訓練をよく飲み込みことから警察犬や軍用犬としても広く活躍した。
第二次世界大戦が起こった際には頭数が減少して絶滅の危機に陥ったが、冷戦が始まると優秀な能力を買われてソビエト連邦のKGBに正式な軍用犬として採用され、繁殖が推薦されて第二次世界大戦後の動乱期を乗り越えて生き残ることが出来た。国境地帯の警備を行なったり、スパイを探し出して監視したり、危険人物の追跡を行なったりなど、数々の重要な役割をまかされていた。
冷戦終結後も作業犬や警察犬としてベラルーシやロシアなどで広く使用され、近年はペットやショードッグとしても飼育されるようになってきた。しかし旧ソビエト連邦の加盟国以外ではほとんど飼育されておらず、FCIにもまだ公認されていない。

## 特徴
一見するとジャーマン・シェパードと似たような姿をしているが、それとは多くの点で異なっている。まず、マズルはそれより先細りで長く、筋骨隆々でがっしりした体格をしている。背は平らで、関節疾患にかかるリスクを軽減するため、後ろ脚はカーブしていない（通常のジャーマン・シェパードは股関節や膝関節に傾斜が見られ、後ろ脚がカーブしている）。コートは厚いショートコートで、防寒性が高い。毛色はブラック・アンド・タン、ブラック、ブリンドル。体は角ばっており、体高が74cm程度、体重が48kg（大型犬サイズ）と、サイズはジャーマン・シェパードよりも大きい。性格も若干異なる。これらがジャーマン・シェパードとイースト・ヨーロピアン・シェパードとの主な違いである。
耳は立ち耳、尾はサーベル形の垂れ尾である。力は強く、身体能力が高い。性格は忠実で知的、勇敢であるが警戒心が強い。しつけの飲み込みや状況判断力、学習力が非常に優れているが、ジャーマン・シェパードと同様で、主人にしっかり服従させることができていない場合は反抗的になり、しつけを受け入れてくれない。主人が危機に直面した際、それが本当なのか、演技なのかをはっきりと見分けることが出来るほど洞察力が鋭い。家庭犬としては基本的に友好的であるが、見知らぬ人や犬には中々心を開かない。小学校高学年以上の子供であれば、主人がいない場所でも一緒に遊んでも大丈夫ある。小さな子供が接する場合、万が一のことを予防するため、必ず犬の主人がその場に付き添うことが必要である。運動量は多く、かかりやすい病気は股関節形成不全、分離不安、ヴォルトン病などがある。

## ブラック・イースト・ヨーロピアン・シェパード
ブラック・イースト・ヨーロピアン・シェパード（英：Black East European Shepherd）は、イースト・ヨーロピアン・シェパードの変種である。イースト・ヨーロピアン・シェパード・ブラックとも呼ばれる。
本質的にブラック種はイースト・ヨーロピアン・シェパードの色違いであり、性質も全く一緒の同一種である。しかし、警察犬などとして繁殖が行われる場合、稀に別の犬種（もしくは別系統の犬）としてブリーディングされることがある。ブラック種は漆黒色の体から警備犬や警察犬として人気があり、クレムリン宮殿のパトロールに使われる警察犬は伝統的にこの犬である。
各国の畜犬団体からはブラック種が完全にイースト・ヨーロピアン・シェパードと同種（色違い）であると見られていて、一つの犬種として独立することはまず無いと言われている。